# Göran Persson
Hans Göran Persson (* 20. ledna 1949) je švédský sociálnědemokratický politik. Deset let byl premiérem Švédska, a to v letech 1996–2006. V letech 1994–1996 byl švédským ministrem financí. V letech 1996–2007 byl předsedou Švédské sociálně demokratické strany dělnické (Sveriges socialdemokratiska arbetareparti).
Ve funkci premiéra čelil řadě problémů, často souvisejících s přistěhovalectvím – např. vraždě své ministryně zahraničí Anny Lindhové Švédem srbského původu Mijailo Mijailovićem či útokům muslimů po publikování karikatur proroka Mohameda, kvůli nimž také rezignovala nástupnice Lindhové, ministryně zahraničí Laila Freivaldsová.

## Vyznamenání
- Řád kříže země Panny Marie I. třídy – Estonsko, 12. ledna 2001[1]